# Ztracená dekáda (Japonsko)
Ztracená dekáda je pojem, který označuje období ekonomické stagnace v Japonsku v letech 1991 až 2000, které následovalo po prasknutí ekonomické bubliny. Ta vznikla v roce 1986, když začaly prudce stoupat ceny nemovitostí a akcií.

## Vzrůst poválečného Japonska
Druhá světová válka skončila pro Japonsko katastrofálně. Po svržení atomových bomb na Hirošimu a Nagasaki Japonsko 2. září 1945 kapitulovalo. V roce 1947 Japonsko přijímá novou ústavu, která ostrovní zemi transformuje na demokratický parlamentní stát, až do roku 1952 ale Japonsko stále zůstává pod americkou správou. Výrazně se v Japonsku angažuje generál Douglas MacArthur. Tradiční japonské monopolní koncerny Zaibacu, které do konce 2. světové války vlastní asi polovinu všeho kapitálu v zemi, přicházejí o své statky a jsou formálně rozpuštěny. V letech 1946 až 1948 japonská civilní vláda rozprodala tyto pozemky přímo do rukou sedláků a rolníků. Výsledkem bylo prudké zvýšení produkce, například rýže. Díky vyšším výnosům si rolníci mohou dovolit pořídit kvalitnější stroje, čímž se opět zvedá produkce a Japonsko se modernizuje. Zároveň začíná mohutný export průmyslových a zemědělských výrobků. V zemi také platí zákaz armády, čímž Japonsko velmi ušetří. Vzkvétá bankovnictví a vzniká volný trh. Toho využívá spousta dnes již známých firem jako například Honda nebo Sony.
Důležitým aspektem tzv. „hospodářského zázraku“ byl vznik Ministerstva zahraničního obchodu a průmyslu v roce 1949, které kontrolovalo a přerozdělovalo finanční pomoc z USA. Tento orgán také koordinoval součinnost mezi japonskou vládou a soukromými firmami. K ekonomickému rozmachu Japonska paradoxně přispěla i Korejská válka, kdy Japonsko naplno využilo své geografické polohy. Pro USA bylo velmi nákladné vozit zbraně a střelivo až z amerického kontinentu a tím pomáhat jihokorejské armádě, závody na vojenskou techniku tedy vznikají v Japonsku. Války také využívají japonští stavitelé lodí, kteří od americké vlády získávají mohutný přísun peněz.
Ekonomika nadále rostla i v 50. a v 60. letech, kdy se naplno projevila politika Ministerstva zahraničního obchodu a průmyslu. Vznikl také duchovní nástupce zaibacu - keirecu. Tyto monopolní podniky sice už neměly sílu ovlivňovat Japonsko tolik, jako jejich předchůdci, úspěšně však zabránily zahraniční konkurenci v expanzi. Důležitým aspektem růstu byla také politika premiéra Hajato Ikedy, který prosazoval těžký průmysl a stavbu moderní infrastruktury, jako jsou například letiště, metro, přístavy či přehrady. Národní důchod v roce 1964 rostl o masivních 13,9 %. 60. léta jsou proto označovaná za "zlatá léta" japonského ekonomického zázraku.
Růst mírně zpomalila ropná krize v roce 1973 a následný ropný šok v roce 1979, ovšem díky transformaci Japonska na technologickou velmoc zemi krize zasáhla podstatně méně než ostatní rozvinuté státy.

## Příčiny stagnace
Za příčinu vzniku ekonomické bubliny je pokládán nepřiměřený nárůst půjček ze strany státní Japonské centrální banky. Levné dostupné půjčky využívaly hojně domácnosti především za účelem pořízení spotřebního zboží, ale i k nákupům půdy, nemovitostí a akcií. Banky tak pomohly nafouknout ekonomickou bublinu k nepřiměřené míře.
Japonská centrální banka na sklonku roku 1989 ve snaze snížit spekulaci a regulovat inflaci zvýšila míru půjček ostatním bankám. To vedlo ke splasknutí bubliny a krachu japonského akciového trhu. Podle ekonoma Paula Krugmana „Japonské banky půjčovaly více než kdokoli jiný, ale méně než kdokoli jiný dbal ohled na spolehlivost půjčujícího”. Japonské banky se po splasknutí bubliny dostaly do problémů kvůli nesplaceným úvěrům.
Vývoj ekonomiky v 90. letech také značně ovlivnily procesy během tzv. bublinového boomu. Vládní fiskální stimuly v podobě několika biliónů jenů nijak nevedly k oživení ekonomiky a naopak zvýšily výši státního dluhu. K japonské recesi přispěla také míra diskontních sazeb stanovených Japonskou centrální bankou, která sazbu snížila z 5 % až na 2,5 % v roce 1987 za účelem zvýšení domácí poptávky (expanzivní monetární politika) a v reakci na apreciaci jenu (zhodnocení jenu, které vedlo k deflaci - snížení cen v ekonomice. Nový guvernér Japonské centrální banky roku 1989 pak expanzivní monetární politiku ukončil a diskontní sazba byla v roce 1990 zvýšena až na 6 %, zejména z důvodu nekontrolovaného růstu cen nemovitostí. Japonská vláda tedy z pohledu odborníků oddalovala řešení problémů a způsobila to, co je dnes nazvané “ztracená dekáda”.

## Průběh stagnace
Japonská ekonomika se po prasknutí ekonomické bubliny dostala po více než čtyřicetiletém ekonomickém růstu do recese. Během patnácti následujících let se ceny nemovitostí v Japonsku dostaly na třetinu a akciový index Nikkei během stejné doby klesnul ze 40 000 na 9 000 bodů. První náraz krize z počátku devadesátých let a prudký propad hodnoty akcií a ceny domů způsobil těžké ztráty japonským bankám. Komerční banky tak byly nuceny výrazně omezit úvěrování firem, což vedlo ke zpomalení hospodářského růstu, který klesl z ohromujících 7,1 % v roce 1988 na pouhých 0,8 % v roce 1992.

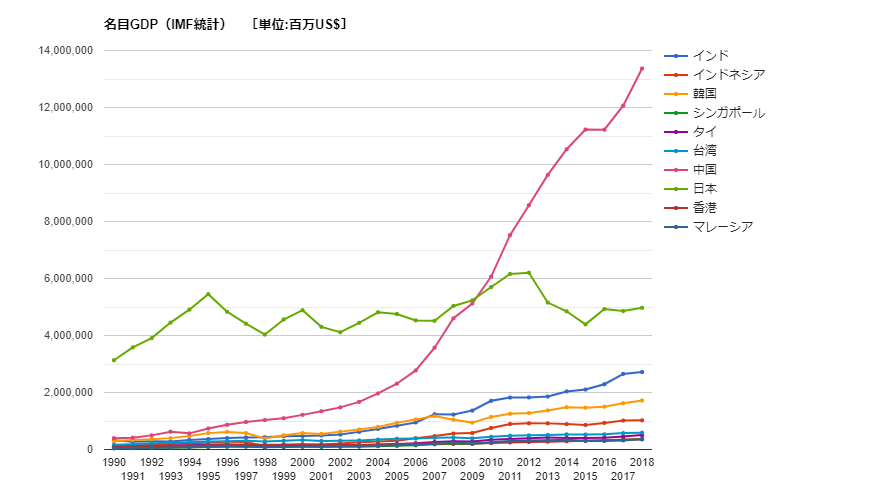
Roční HDP asijských zemí 1990-2018 (Japonsko zeleně)

Prudké zpomalení hospodářského růstu však bylo zcela přirozenou a bezprostřední reakcí na uměle vyvolaný boom z předchozích let, který způsobila Japonská centrální banka snížením úrokových sazeb na historická minima (2,5 %). Takto nízké sazby vyvolaly v minulých letech silný růst celkového množství dostupných peněz. Právě tento růst peněžní zásoby byl přitom podhoubím pro vytvoření bubliny na akciovém trhu a trhu s nemovitostmi, která musela neodmyslitelně splasknout poté, co Japonská centrální banka začala úrokové sazby zvyšovat. Japonsko však nikdy nenechalo volný průběh rekonvalescenci ekonomiky, kdy by se pomocí likvidace investic spuštěných přílišným snížením úrokových sazeb ekonomika vrátila do přirozeného stavu. Namísto toho již na počátku devadesátých let začala japonská vláda utrácet biliony jenů prostřednictvím fiskálních stimulů na to, aby recesi zabránila. Naprostá většina těchto prostředků směřovala na výstavbu infrastruktury a do stavebnictví ve snaze povzbudit poptávku a nastartovat hospodářský růst. Vytoužený efekt se však nedostavil a japonská ekonomika vykazovala i nadále velmi nízký hospodářský růst, přičemž mezi roky 1997 a 1998 se její HDP dokonce propadl o 3,6 %. Fiskální stimuly, financované převážně z domácích úspor, přispěly k navýšení státního dluhu, který přesáhl 100 % HDP. V roce 2019 už tento dluh dosahuje takřka 250 % HDP Japonska.
Vláda se snažila udržet při životě krachující firmy, převážně ze stavebního sektoru, jejichž vysoký podíl na HDP měl původ v měnové politice Japonské centrální banky, která vyvolala bublinu na trhu s nemovitostmi. Tato marná snaha vlády vedla k neefektivitě fiskálních stimulů a pokračující ekonomické recesi. Místo aby firmy, profitující z vysoké poptávky po nových domech, po splasknutí bubliny zkrachovaly, byly podporovány ze strany japonské vlády, se kterou měla většina z nich úzké vztahy. Konkrétně se jednalo o stranu LDP (Liberální demokratická strana), která byla u moci od svého vzniku v roce 1955 až do roku 1993. Značná část fiskálních stimulů tak putovala na výstavbu obřích infrastrukturních projektů. Namísto toho aby ztrátové firmy zkrachovaly a uvolnily jak kapitál, tak pracovní sílu do produktivnějších odvětví, zaměřovaly se tyto firmy na stavbu projektů, které by jinak bez vládní dotace nevznikly. Struktura japonské ekonomiky se s každým dalším fiskálním stimulem vzdalovala od reálného složení, které by odráželo skutečné preference japonských spotřebitelů. Důsledkem japonské stagnace tak bylo odvádění domácího kapitálu do neproduktivních odvětví a produkce toho, o co nebyl zájem.
Nepříznivým rozhodnutím lze také nazvat intervence japonské vlády v bankovním sektoru. Po splasknutí bubliny na trhu s nemovitostmi zbyly bankám půjčky, jejichž hodnota spadla až na pětinu původní hodnoty. Banky tedy omezily nové půjčky firmám, což vedlo k strmému pádu ekonomiky Japonska. I tomuto procesu se však vláda snažila zabránit. Banky byly zachraňovány a znárodňovány, čímž byl ozdravný proces oddalován. Kapitál pouze zůstával uvězněn v těchto neživotaschopných bankách.
Celý problém se nepodařilo zlikvidovat ani Japonské centrální bance, která ve snaze přivést do ekonomiky více peněz významně snížila úrokové sazby. Ty od roku 1995 až do současnosti nedosáhly nad hodnotu 1 % a dostaly se také do záporných cifer. Nové peníze ale končily v rezervách komerčních bank a tak byl nadále oddalován proces uzdravení ekonomiky.

## Důsledky a zpětný pohled
Termín ztracená dekáda původně označoval pouze období 1991 až 2000, z důvodu pokračující stagnace na počátku 21. století se však občas započítává i období do roku 2010 a souhrnně se toto období označuje za "ztracených 20 let". Roční HDP spadlo mezi lety 1995 a 2007 o 18,2 % a reálná mzda klesla o přibližně 5 %.
Někteří experti se shodují na tom, že byly důsledky a význam ztracené dekády značně přemrštěny. I tak ale tato událost dodnes ovlivňuje politiku v Japonsku - například Abenomika japonského premiéra Šinzó Abého má vyřešit problémy, které ztracená dekáda přinesla, včetně státního dluhu.
Problém s bublinou na trhu s nemovitostmi později během krize v roce 2008 zasáhl i Spojené státy americké. Tehdejší prezident USA Barack Obama varoval před americkou ztracenou dekádou, ovšem díky rychlé reakci centrálních bank, které nechaly úroky klesnout k nulové hladině, k této "americké ztracené dekádě" nedošlo. Ačkoliv důsledky prasknutí ekonomické bubliny v Japonsku nebyly nikterak fatální, dodnes je tato událost brána jako "strašák" - co se může stát, nezasáhne-li centrální banka a stát správně.